# Al-Safah
Abu al-Abas Abd Alah ibn Mohamed ibn Alī ibn Abd Alah ibn al-Abas (arabsko أبو العباس عبد الله ابن محمد ابن علي), bolj znan po svojem vladarskem imenu (laqab) al-Safah, je bil prvi kalif Abasidskega kalifata, enega najdaljših in najpomembnejših kalifatov v islamski zgodovini, * okoli 721, 8. junij 754.
Njegovo vladarsko ime al-Safah  pomeni 'prelivalec krvi' in se morda nanaša na njegovo krutost ali pa je bil uporabljen samo za ustrahovanje sovražnikov. Al-Safah je sam sebe poimenoval med svojo inavguracijo v Veliki mošeji v Kufi, naziv pa se ga je zasluženo oprijel zaradi njegovega hladnokrvnega pokola in lova na Omajade.

## Družina in zgodnja zgodovina
Al-Safah je bil rojen v Humeimi (zdaj Jordanija). Bil je  vodja ene od vej klana Banu Hašim, podklana Kurejšev. Svoje prednike je preko Mohamedovega strica Abasa sledil do prerokovega pradeda Hašima. Abasidi so dobili ime po Mohamedovem stricu Abasu. Posredna povezava z Mohamedom je bila zadostna podlaga za al-Safahovo zahtevo po nazivu kalif. 
Al-Safah je bil sin Mohameda ibn Alija in Rajte, hčerke nekega Ubajd Alaha ibn Abd Alaha.
Iz pripovedi v številnih hadisih so mnogi verjeli, da se bo kasneje v Mohamedovi družini, kateri je pripadal Ali, pojavil velik voditelj ali mahdi, ki bo islam osvobodil koruptivnega vodstva. Polovičarska politika poznih Omajadov, ki je tolerirala nearabske muslimane in šiite, ni uspela zatreti nemirov med temi manjšinami. 
Med vladavino poznega omajadskega kalifa Hišama ibn Abd al-Malika so ti nemiri privedli do upora v Kufi v južnem Iraku, predvsem med mestnimi sužnji. Šiiti so se uprli leta 736 in mesto držali do leta 740. Vodila sta jih Huseinov vnuk Zajd ibn Ali in še en član Banu Hašima. Zajdov upor so leta 740 zatrle omajadske vojske. Upor v Kufi je pokazal tako moč Omajadov kot naraščanje nemirov v muslimanskem svetu. 
V zadnjih dneh Omajadskega kalifata sta se Abu al-Abas in njegov klan odločila začeti upor v Horasanu, pomembni, a oddaljeni vojaški regiji, ki je obsegala vzhodni Iran, južne dele sodobnih srednjeazijskih republik Turkmenistana, Uzbekistana, Tadžikistana, Kirgizije in severnega Afganistana. Leta 743 je smrt omajadskega kalifa Hišama izzvala upor na vzhodu. Abu al-Abas,  ki so ga podpirali šiiti in prebivalci Horasana, je svoje sile vodil do zmage nad Omajadi. Državljansko vojno so zaznamovale stare prerokbe, ki so jih spodbujala prepričanja nekaterih šiitov, da je al-Safah mahdi. V šiitskih delih islamskega sveta so verni muslimani govorili, da je brutalna državljanska vojna veliki spopad med dobrim in zlim. Odločitev Omajadov, da vstopijo v boj z belimi zastavami, Abasidov pa s črnimi, je še spodbujala takšne razmišljanja. Bela barva pa je bila v večjem delu Perzije obravnavana kot znak žalovanja. 

## Družinsko drevo
Abasidski kalifat je ustanovila dinastija potomcev Mohamedovega strica Abasa ibn Abdul Mutaliba (566-653), po katerem je dinastija dobila ime.  
|  |  |                 |                 |                 |                 |                 |                 |  |  | Hašim ibn Abd Manaf                                |          |          |          |          |          |  |  |           |           |           |           |           |           |  |  |  |  |  |  |  |  |  |  |  |  |  |  |  |  |  |  |
|  |  |                 |                 |                 |                 |                 |                 |  |  |                                                    |          |          |          |          |          |  |  |           |           |           |           |           |           |  |  |  |  |  |  |  |  |  |  |  |  |  |  |  |  |  |  |
|  |  |                 |                 |                 |                 |                 |                 |  |  | Abd al-Mutalib                                     |          |          |          |          |          |  |  |           |           |           |           |           |           |  |  |  |  |  |  |  |  |  |  |  |  |  |  |  |  |  |  |
|  |  |                 |                 |                 |                 |                 |                 |  |  |                                                    |          |          |          |          |          |  |  |           |           |           |           |           |           |  |  |  |  |  |  |  |  |  |  |  |  |  |  |  |  |  |  |
|  |  |                 |                 |                 |                 |                 |                 |  |  | Abas ibn Abd al-Mutalib <bɾ>small>(prerokov stric) |          |          |          |          |          |  |  |           |           |           |           |           |           |  |  |  |  |  |  |  |  |  |  |  |  |  |  |  |  |  |  |
|  |  |                 |                 |                 |                 |                 |                 |  |  |                                                    |          |          |          |          |          |  |  |           |           |           |           |           |           |  |  |  |  |  |  |  |  |  |  |  |  |  |  |  |  |  |  |
|  |  |                 |                 |                 |                 |                 |                 |  |  | Abdalah ibn Abas                                   |          |          |          |          |          |  |  |           |           |           |           |           |           |  |  |  |  |  |  |  |  |  |  |  |  |  |  |  |  |  |  |
|  |  |                 |                 |                 |                 |                 |                 |  |  |                                                    |          |          |          |          |          |  |  |           |           |           |           |           |           |  |  |  |  |  |  |  |  |  |  |  |  |  |  |  |  |  |  |
|  |  |                 |                 |                 |                 |                 |                 |  |  | Ali ibn Abdalah ibn al-Abas                        |          |          |          |          |          |  |  |           |           |           |           |           |           |  |  |  |  |  |  |  |  |  |  |  |  |  |  |  |  |  |  |
|  |  |                 |                 |                 |                 |                 |                 |  |  |                                                    |          |          |          |          |          |  |  |           |           |           |           |           |           |  |  |  |  |  |  |  |  |  |  |  |  |  |  |  |  |  |  |
|  |  |                 |                 |                 |                 |                 |                 |  |  | Mohamed ibn Ali ibn Abdalah                        |          |          |          |          |          |  |  |           |           |           |           |           |           |  |  |  |  |  |  |  |  |  |  |  |  |  |  |  |  |  |  |
|  |  |                 |                 |                 |                 |                 |                 |  |  |                                                    |          |          |          |          |          |  |  |           |           |           |           |           |           |  |  |  |  |  |  |  |  |  |  |  |  |  |  |  |  |  |  |
|  |  |                 |                 |                 |                 |                 |                 |  |  |                                                    |          |          |          |          |          |  |  |           |           |           |           |           |           |  |  |  |  |  |  |  |  |  |  |  |  |  |  |  |  |  |  |
|  |  | Ibrahim al-Imam | Ibrahim al-Imam | Ibrahim al-Imam | Ibrahim al-Imam | Ibrahim al-Imam | Ibrahim al-Imam |  |  | al-Safah                                           | al-Safah | al-Safah | al-Safah | al-Safah | al-Safah |  |  | al-Mansur | al-Mansur | al-Mansur | al-Mansur | al-Mansur | al-Mansur |  |  |  |  |  |  |  |  |  |  |  |  |  |  |  |  |  |  |

## Kalifat
V začetku oktobra 749 (132 po hidžri) je uporniška vojska Abu al-Abasa al-Safaha vstopila v Kufo, pomembno muslimansko središče v južnem Iraku. Al-Safah se takrat še ni razglasil za kalifa. Ena njegovih prednostnih nalog je bila odstraniti svojega omajadskega tekmeca, kalifa Marvana II. Slednji je bil februarja 750 poražen v bitki ob reki Veliki Zab severno od Bagdada, s čimer se je dejansko končal Omajadski kalifat, ki je vladal od leta 661.  Marvan II. je pobegnil v Damask, kjer ga niso sprejeli, in je bil avgusta istega leta na begu v Egiptu ubit. Al-Safah se ni razglasil za kalifa in sprejel prisege zvestobe, dokler ni bil ubit omajadski kalif  in veliko njegovih knezov.
Za prestolnico kalifata je izbral Kufo,  s čimer je končal prevlado Damaska v islamskem političnem svetu. Irak je za več stoletij postal sedež abasidske oblasti. 
Kasnejše zgodbe pripovedujejo, da je al-Safah, zaskrbljen zaradi vrnitve rivalskih Omajadov, povabil vse preostale člane družine Omajadov na večerjo, kjer jih je ukazal tik pred večerjo pretepsti do smrti.  Edini preživeli, Abd al-Rahman ibn Muavija, je pobegnil v provinco Al-Andaluz na Iberski polotok, kjer je dinastija Omajadov še tri stoletja vladala v Kordovskega emiratu in kasneje v  Kordovskega kalifatu. Druga zgodba pravi, da je novi al-Safahov guverner Sirije, Abd Alah ibn Ali, izsledil zadnje člane omajadske dinastije, pri čemer je le Abd al-Rahmanu uspelo pobegniti. Nazadnje so vladavino Abasidov sprejeli celo v  Siriji in začetek nove islamske dinastije je začel veljati za "brez večjih notranjih sporov".
Al-Safahovo štiriletno vladavino so zaznamovala prizadevanja za utrditev in obnovo kalifata. Njegovi podporniki so dobili mesta  v novi vladi, sicer pa zgodovinarji na al-Safaha,  razen njegove politike do Omajadov,  na splošno gledajo kot na blagega zmagovalca. V njegovi vladi in v naslednjih abasidskih upravah so bili dobro zastopani Judje, nestorijanski kristjani in Perzijci. Vladar je spodbujal izobraževanje in v Samarkandu ustanovil prve papirnice, v katerih so delali usposobljeni kitajski ujetniki. 
Enako revolucionarna je bila al-Safahova reforma vojske, ki je vključevala nemuslimane in nearabce, kar je bilo v ostrem nasprotju z Omajadi, ki so zavračali kakršne koli vojake obeh vrst. Al-Safah je za svojega vojaškega poveljnika izbral nadarjenega častnika Abu Muslima, ki je v abasidski vojski služil do leta 755.  
Legitimnosti njegovega kalifata niso sprejeli vsi muslimani. Po mnenju kasnejših šiitov je al-Safah preklical svoje obljube privržencem Alidov in si prisvojil naziv kalifa. Šiiti so upali, da bo za vodjo kalifata imenovan njihov imam, s čimer bi nastopila doba miru in blaginje, za katero so verjeli, da bo prišla. Izdaja je al-Safahu odtujila podporo šiitov, sicer pa so bili med njegovo vladavino odnosi z  drugimi skupinami bistveno bolj solventni kot med vladavino Omajadov. 
Al-Safah je umrl zaradi črnih koz 8. junija 754, samo štiri leta potem, ko je postal kalif. Pred smrtjo je za svoja naslednika imenoval svojega brata Abu Džafarja al-Mansurja in po njem svojega nečaka Iso ibn Muso. Slednji ni tega položaja nikoli zasedel. 

## Vojaške dejavnosti
Med njegovo vladavino se je leta 751 odvila velika bitka, znana kot bitka pri Talasu ali bitka pri Artlahu, vojaški spopad med Abasidskim kalifatom in njihovim zaveznikom Tibetanskim cesarstvom proti kitajski dinastiji Tang. Julija 751 so se sile dinastije Tang in Abasidov srečale v dolini reke Talas, da bi se borile za nadzor nad Transoksanijo v osrednji Aziji. Po več dneh zastoja so karluški Turki, prvotno zavezniki dinastije Tang, prestopili k Abasidom in prevesili ravnotežje moči, kar je povzročilo poraz dinastije Tang. 
Poraz je zaznamoval konec širitve dinastije Tang proti zahodu in za naslednjih 400 let omogočil muslimanski nadzor nad Transoksanijo. Nadzor nad to regijo je bil za Abaside gospodarsko koristen, ker je preko nje potekala svilna pot. Zgodovinarji razpravljajo o tem, ali so kitajski ujetniki, ujeti po bitki, na Bližnji vzhod prinesli tehnologijo izdelave papirja. Od tod se je izdelava papirja postopoma prenesla v Evropo.
Število borcev, udeleženih v bitki pri Talasu, ni zanesljivo znano, obstajajo pa različne ocene. Abasidska vojska je po kitajskih ocenah štela 200.000 mož, kar je verjetno močno pretirano, čeprav so bili v njej tudi tibetanski zavezniki. Kitajska vojska naj bi štela 10.000 mož in 20.000 karluških plačancev. Arabski zapisi navajajo, da je štela 100.000 mož, kar je tudi verjetno močno pretirano.
Istega leta je v kalifat vdrla bizantinska vojska pod vodstvom cesarja Konstantina V. Bizantinci so zavzeli Teodoziopolis (Erzurum) in Meliteno (Malatya) in ju porušili. Kalifat se ni resno trudil, da bi povrnil oblast v izgubljenih mestih. Arabska garnizija je bila nameščena edino v Kamačumu (sedanji Kemah, Erzincan).

## Nasledstvo
Al-Safah je umrl po petih leti vladanja. Nasledil ga je al-Mansur, ki je bil na oblasti  skoraj 22 let. Za kalifa je bil razglašen leta 753 na poti v Meko. Avguriran je bil naslednje leto. Kot kalif se je strinjal, da bo za svojega naslednika postavil nečaka Isa ibn Muso. Odločitev naj bi odpravila rivalstva  v družini Abasidov. Al-Mansurjevo pravico do prestola je še posebej izpodbijal njegov stric Abdulah ibn Ali. Strica so po al-Mansurjevem prihodu na oblast leta 754 aretirali in leta 764 umorili.

## Zapuščina
Čeprav al-Safahov sin Isa ibn Musa ni nikoli prišel na prestol, so njegovi otroci ostali vplivni. Leta 761 se je njegov nečak Mohamed, bodoči kalif al-Mahdi, po vrnitvi iz Horasana poročil z Rajto kot svojo prvo ženo. V zakonu sta bila rojena sinova Ubajdalah in Ali. Ubajdalah je bil leta 788/789 imenovan za guvernerja Arminije in severozahodnih provinc. Kasneje je bil za dva kratka mandata leta 795 in 796 imenovan za guvernerja Egipta. Ali je bil preko hčerke Lubane stric in tast šestega abasidskega kalifa al-Amina.